# Perochirus guentheri
Perochirus guentheri — вид геконоподібних ящірок родини геконових (Gekkonidae). Ендемік Вануату. Вид названий на честь британського зоолога Альберта Гюнтера.

## Поширення і екологія
Perochirus guentheri відомі за кількома зразками, зібраними на острові Ерроманго на півдні Вануату. Вони живуть в кокосових гаях і заростях хлібних дерев.